# MTV Großenheidorn
Der MTV Großenheidorn von 1908 e.V. ist ein Sportverein aus Großenheidorn in Niedersachsen. Er wurde 1908 unter dem Namen Jugendkraft gegründet. Nachdem der Vereinsbetrieb während des Zweiten Weltkriegs zum Erliegen gekommen war, wurde der Verein am 30. September 1945 unter seinem heutigen Namen neu gegründet.
Der MTV Großenheidorn bietet in sieben Abteilungen die Sportarten Aquafitness, Badminton, Boßeln, Handball, Hapkido, Jazz Dance, Gymnastik, Jazzgymnastik, Judo, Kinderturnen, Nordic Walking, Step-Aerobic, Tischtennis und Wassergymnastik sowie Gesundheitssport für Senioren an.

## Handball
Überregional bekannt wurde der MTV durch seine Männer-Handballmannschaft, die an der Hauptrunde des DHB-Pokals 2000/01 teilnahm. Dabei setzte sie sich in der ersten Runde gegen die zweite Mannschaft des HC Empor Rostock mit 19:18 durch, unterlag aber in der zweiten Runde gegen den SV Anhalt Bernburg mit 17:19. Am Spielbetrieb nehmen derzeit jeweils drei Männer- und Frauenmannschaften teil.
Die Saison 2017/2018 konnte die Herren-Mannschaft mit dem Niedersachsen-Meistertitel abschließen und spielte in der Saison 2018/2019 in der 3. Liga, Staffel West. Dort musste allerdings nach nur einer Spielzeit wieder der Gang in die Oberliga angetreten werden, wo auch wieder die Frauenmannschaft seit der Saison 2022/23 spielt. 2023 kehrte die Männermannschaft wieder in die 3. Liga zurück. Am Saisonende 2023/24 belegte der MTV Großenheidorn, aufgrund des verlorenen direkten Vergleichs mit dem punktgleichen Ahlener SG, den drittletzten Platz und stieg ab.
Im Kinder- und Jugendbereich wurde 2007 zusammen mit dem MTV Idensen und dem TuS Wunstorf eine Jugendspielgemeinschaft gegründet, die unter dem Namen GIW Meerhandball 2007 antritt.